# Minský proces (1946)
Minský proces byl veřejný trestní proces s německými válečnými zločinci, který se konal v Minsku od 15. ledna 1946 do 29. ledna 1946. Byl veden před sovětským vojenským soudem Minského vojenského okruhu proti německým vojenským a policejním činitelům. Skladba obžalovaných byla od generálů, kteří vydávali rozkazy, přes důstojníky, kteří naplánovali jejich plnění, až k vojákům, kteří je vlastnoručně vykonali.

## Pozadí

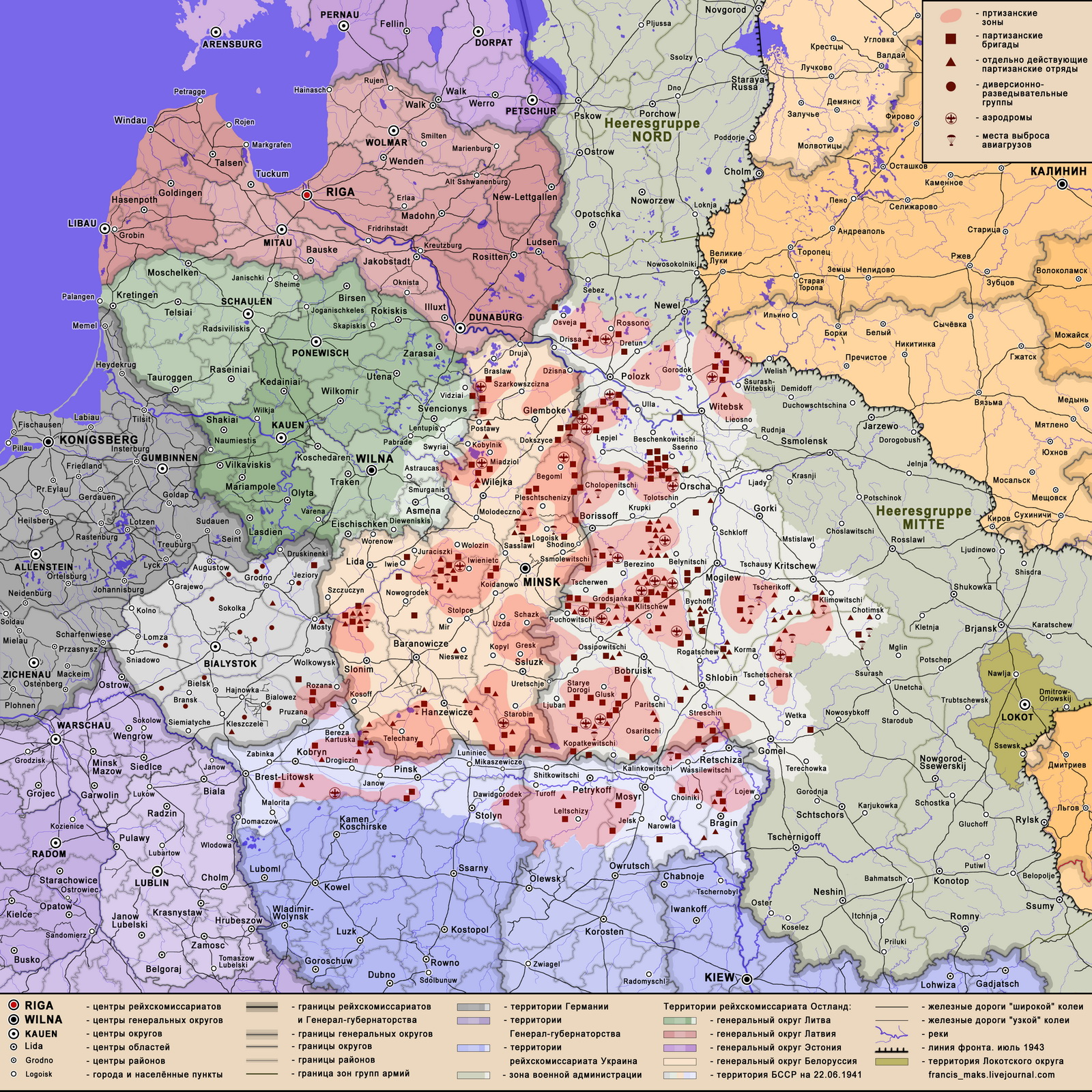
Partyzánské zóny na území Běloruské SSR v létě 1943 s vyznačenými komunikačními trasami.

Územím Běloruska procházel hlavní nápor německých vojsk po napadení SSSR směrem na Moskvu a Leningrad, kde se nacházela hlavní centra sovětské moci. Tomu také odpovídala rozhodná obrana Rudé armády. Po utrpěných porážkách v roce 1941 se bývalá Běloruská SSR stala týlovou oblastí německých armád. Územím Běloruska, které se stalo součástí Říšského komisariátu Ostland, vedly klíčové komunikační trasy pro zásobování fronty. Sovětské velení se snažilo tyto vojensky důležité trasy narušovat pomocí vytváření a podpory činnosti partyzánských oddílů na území Běloruska. 
Německé úřady se pokoušely partyzánským aktivitám čelit pomocí kárných operací, které měly za cíl eliminovat operační možnosti sovětských diverzních sil a narušit síť jejich podporovatelů z řad civilních obyvatel. Takové operace se odehrávaly na celém okupovaném území SSSR. Obžalovaný Johann-Georg Richert velel nebo se podílel na kárných operacích Greif a Zimní les. Obecně partyzánská válka v Bělorusku probíhala s nevídanou brutalitou a o její tvrdosti svědčí, že se její obětí stal také říšský komisař Wilhelm Kube brzy po půlnoci dne 22. září 1943. Velmi časté byly také útoky na představitele německé moci, policii a další. Na bojích s partyzány se účastnily také jednotky Běloruské pomocné policie. 
Celkem bylo během tří let nacistické okupace v Bělorusku zabito více než dva miliony lidí, přibližně čtvrtina populace regionu nebo dokonce až tři miliony zabitých neboli třicet procent populace. Celkem bylo na území současného Běloruska zničeno a vypáleno více než 9 200 vesnic a osad, celkem 682 000 budov, přičemž některé osady byly vypáleny několikrát. Osoby zodpovědné za tyto zločiny byly hledány aktivně sovětskými úřady na území pod kontrolou Rudé armády. Eberhard Herf byl zatčen sovětskými úřady v Praze krátce po jejím osvobození v roce 1945.
Tyto zločiny spáchané za německé okupace byly vyšetřovány sovětskými soudy. Právní rámec vytvořil Charkovský proces z roku 1943, kde vznikl právní precedens, později potvrzený Norimberským tribunálem a to, že příkaz nezbavuje odpovědnosti jedince za genocidu. Jedním z procesů s veliteli nebo přímými vykonavateli bylo i soudní řízení v Minsku. Další podobná soudní řízení se konala po Minském procesu ve Vitebsku, Babrujsku a Homelu a celkově před soudem stanulo více než 50 lidí většinou německé národnosti.

## Přípravné řízení
Na přípravném řízení se podílely sovětské tajné služby SMĚRŠ i NKVD. Všech 18 válečných zajatců bylo převezeno do věznice NKVD č. 1 v Minsku a umístěno v hlavní budově ve druhém patře, kde je hlídali vybraní dozorci. Do cel k nim byli nasazeni agenti z řad vězňů mluvících plynně německy, kteří si v celách odpykávali různé tresty. Pro ulehčení svého trestu se zavázali spolupracovat s NKVD. Jejich úkolem bylo nejen předávat informace zajímavé pro vyšetřování, ale také hlídat, aby se obvinění nepokusili spáchat sebevraždu. Ve zprávě ze dne 17. ledna 1945 agent uváděl, že voják Albert Johann Rodenbusch doufá, že bude po procesu propuštěn.

## Vojenský soud Minského vojenského okruhu
Případ byl projednáván před Vojenským soudem Minského vojenského okruhu pod oficiálním názvem Soudní proces o zvěrstvech spáchaných německo-fašistickými okupanty v Běloruské SSR.  
Soud zasedl ve složení:
- předseda soudu generálmajor justice Kedrov,
- přísedící (členové soudu) plukovníci justice Sacharov a Vinogradov,
- tajemník soudu major justice Ivanov.

Žalobu vedli:
- vojenský prokurátor generálmajor justice Jačenin,
- vojenský prokurátor plukovník spravedlnosti Poljechin.

Obhájci byli obžalovaným vybráni takto:
- Advokát Michalskij pro obžalované Johanna-Georga Richerta a Hanse Hermanna Kocha,
- advokát Bědrosov pro obžalovaného Ernsta Augusta Falka,
- advokát Savěnko pro obžalované Gottfrieda von Erdmannsdorffa a Paula Karla Eicka,
- advokát Tatarincev pro obžalované Reinharda Georga Molla, Hanse Josefa Höchtla, Alberta Johanna Rodenbusche a Heinze Johanna Fischera,
- advokát Gavrilov pro obžalovaného Bruna Maxe Götzeho,
- advokát Žucro pro obžalované Eberharda Herfa a Georga Roberta Weissiga,
- advokát Pljevako pro obžalované Carla Maxe Langutha a Augusta Josefa Bittnera,
- advokát Petrjenko pro obžalované Bruna Franze Wittmanna, Aloise Kiliana Hettericha a Rolfa Oskara Burcharda.

Obžalovaný Franz Hess advokáta odmítl a hájil se sám. Obžalovaní také dostali soudně přidělené tlumočníky.

## Obžaloba
Obžalovaní byli souzeni podle článku 1 Výnosu Prezídia Nejvyššího sovětu z 19. dubna 1943, O výměře trestů pro německo-fašistické zločince vinné z vražd, mučení sovětského civilního obyvatelstva a zajatých rudoarmějců, pro špióny, zrádce vlasti z řad sovětských občanů a pro jejich pomocníky (rusky О мерах наказания для немецко-фашистских злодеев, виновных в убийствах и истязаниях советского гражданского населения и пленных красноармейцев, для шпионов, изменников родины из числа советских граждан и для их пособников). 
V souladu s politickými cíli soudu byla obžaloba zahájena celkovým výčtem ztrát a zločinů spáchaných v okupovaném Bělorusku.
| „                                                             | Немецко-фашистские захватчики в соответствии с планами и указаниями преступного гитлеровского правительства и верховного командавания германской армии проводили массовое истребление и истязание советских граждан, угон их в немецкое рабство, а также разрушали города, деревни, промышленные предприятия, школы, больницы, поликлиники, научные учреждения, музеи и исторические памятники. | Německo-fašističtí útočníci v souladu s plány a pokyny zločinecké hitlerovské vlády a nejvyššího velení německé armády prováděli masové vyhlazování a mučení sovětských občanů, deportovali je do německého otroctví a také ničili města, vesnice, průmyslové podniky, školy, nemocnice, kliniky, vědecké instituce, muzea a historické památky. | “ |
| — Úvodní část obžaloby v Minském procesu čtená 15. ledna 1946 | | |   |

Obžaloba v úvodu obsahovala výčet celkového rozsahu lidských ztrát a způsobených škod s vyčíslením počtů zničených objektů za celé Bělorusko. Podle obžaloby bylo vyhlazeno přes 2 200 000 mírumilovných sovětských občanů a válečných zajatců, 380 000 lidí bylo odvlečeno na práce do Německa, zničeno a vypáleno bylo 209 měst a 9 200 vesnic a osad. Dále bylo 10 338 průmyslových zařízení odvezeno do Německa, zničeno a vydrancováno 10 000 kolchozů, 92 sovchozů, zabaveno bylo 2 800 000 kusů dobytka a 5 700 000 kusů skotu. Zničeno bylo 1 136 zdravotnických zařízení a 1 085 kulturních zařízení.
Obžalovaní se podíleli podle obžaloby na vyvraždění více než 8 000 žen a dětí v táboře smrti Ozariči, zastřelení více než 120 000 civilistů v koncentračním táboře Malý Trosteněc (rusky Малый Тростенец), zabití více než 53 600 občanů židovské národnosti v táboře v Homelské oblasti  a zavraždění 33 000 válečných zajatců v táboře Polock. Byli také obžalováni za válečné zločiny v obcích Marina Gorka, Ilija, Radaškoviči, Voložin, Slavnoje, Vilejka (rusky Марьина Горка, Илия, Радашковичи, Воложин, Славное, Вилейка), Minsk, Mogilev, Orša, Šklov, Borisov, Rogačev (rusky Борисов, Рогачев) a dalších, a v Červenské, Běrezinské, Glubokské a Polocké oblasti (rusky Червенском, Березинском, Глубокском, Полоцком районах).
Obžaloba také citovala ze zabavených vojenských archívů a tajných zpráv, ze kterých dokládala zločinné jednání obžalovaných. Obžaloba byla sestavena ke dni 11. ledna 1946 a byla schválena vrchním vojenským prokurátorem Rudé armády generálporučíkem spravedlnosti Afanasjevem.

## Průběh soudu
První zasedání vojenského soudu se konalo večer 15. ledna 1946 v Minsku v prostorách Ústředního důstojnického domu (bělorusky Цэнтральны Дом афіцэраў). Soudu se jako diváci zúčastnilo asi 1 000 lidí zastupující všechny části Běloruska. Porotci seděli u stolu na pódiu a obžalovaní seděli na 18 lavicích bokem k divákům. Celý den byla čtena obžaloba nejprve v ruském a pak v německém jazyce.
Po čtení obžaloby byli souzení dotázáni, zda obvinění rozumí a cítí vinu. Každý z obžalovaných prohlásil, že rozumí a přiznává vinu. Pouze August Josef Bittner uvedl, že vinu přiznává jen částečně. Poté bylo jednání soudu ukončeno. Dále probíhalo vyšetřování a výslechy obžalovaných. Obžalovaní potvrzovali své výpovědi v přípravném řízení a nikdo z nich neodmítl vypovídat. V průběhu jednání také probíhal výslech svědků.
Ukázka z výslechu generála Richerta ilustruje možnosti obhajoby obžalovaných. Podle dobových zpráv se později ke všemu přiznal.
| „                                               | Прокурор: Чем объяснить, что лица, которые направлялись в немецкие лагеря, больше не возвращались? Рихерт: Я хочу сказать, что об этих, как вы их называете, лагерях смерти я узнал только здесь, прочтя обвинительное заключение. (Смех в зале.) Прокурор: Вы же сами создавали такие лагеря. Озаричский лагерь вами был создан? Рихерт: Лагерь Озаричи создан мною для того, чтобы заключенные, которые находились в этом лагере, при отступлении немецкой армии были переданы частям Красной армии. (В зале смех.) Прокурор: По договору? Рихерт (Молчит.) | Prokurátor: Jak lze vysvětlit, že lidé, kteří byli posláni do německých táborů, se nikdy nevrátili? Richert: Chci říct, že o těchto, jak jim říkáte, táborech smrti, jsem se dozvěděl až tady, po přečtení obžaloby. (Smích v sále.) Prokurátor: Vy jste sami vytvářeli takové tábory. Byl Ozařičský tábor vytvořen vámi? Richert: Tábor Ozariči jsem vytvořil proto, aby vězni, kteří byli v tomto táboře, byli při ústupu německé armády předáni jednotkám Rudé armády. (Smích v sále.) Prokurátor: Podle dohody (smlouvy)? Richert: (Mlčí.) | “ |
| — Výslech obžalovaného Richerta, 16. dubna 1946 | | |   |

Obhajoba se v hlavní linii omezila na to, že pro obžalované požadovali shovívavost, protože učinili pokání a pouze plnili rozkazy nejvyššího vedení nacistického Německa. Gottfried von Erdmannsdorff na obvinění, že zabavil potraviny civilistům a vyhnal je na frontu jako živé štíty, odpovídal, že bylo potřebné zachovat množství potravin pro jednotky německé armády, protože se očekávalo dlouhé obléhání města Rudou armádou. Rodenbusch k obvinění z vypalování domů uvedl, že ho stejně jako ostatní vojáky nezajímalo, proč vesnice hoří a byli k tomu lhostejní.
Advokát Tatarincev se ve své obhajovací řeči soustředil na to, že jeho klienti Rodenbusch, Höchtl a Fischer jsou původem pracující, tudíž z pohledu sovětského nazírání na zločinnost a právo představitelé té správné třídy, ale uznává je za zločince a viní z toho hitlerovský systém.
| „                                                              | Как же и почему эти, казалось бы, мирные рабочие люди стали палачами мирного трудового народа Белоруссии, тяжкими преступниками войны? ... Я, конечно, далек от мысли, что подчиненное служебное положение Роденбуша, Хехгля и Фишера может их оправдать и освободить от ответственности за совершенные злодеяния. При всей примитивности их культурного уровня они не могли не онимать бесчеловечности и преступности своих поступков и должны держать за них ответ. | Jak a proč se z těchto zdánlivě mírumilovných pracujících lidí stali popravčí pokojného pracujícího lidu Běloruska, těžcí váleční zločinci? ... Jsem samozřejmě dalek toho, abych si myslel, že oficiálně podřízená pozice Rodenbusche, Höchtla a Fischera je může ospravedlnit a zbavit odpovědnosti za zvěrstva, kterých se dopustili. Navzdory primitivnosti své kulturní úrovně nemohli nepochopit nelidskost a zločinnost svých činů a musí se za ně zodpovídat. | “ |
| — advokát Tatarincev na obhajobu svých klientů, 28. ledna 1946 | | |   |

Obžalovaní ve svých posledních slovech činili pokání, požádali o milosrdenství a odsoudili fašismus.

## Rozsudek
Rozsudek nad obžalovanými byl vynesen 29. ledna 1946. Vyhlášení rozsudku bylo odměněno potleskem z publika. Odsouzeno bylo 18 zástupců německých okupačních úřadů v Bělorusku: generálové, důstojníci, poddůstojníci, řadoví vojáci, zástupci jednotek Wehrmachtu a SS, policie, gestapa, četnictva, členové nacistické strany, ale i nestraníci. Tak byl rozsudek vynesen symbolicky nejen nad některými válečnými zločinci, ale nad celou německou okupační mašinérií.
| Odsouzený                   | Narozen | Hodnost                                 | Role                                                                                                  | Hlavní obvinění | Rozsudek                                                                                          |
| --------------------------- | ------- | --------------------------------------- | --- | --- | ------------------------------------------------------------------------------------------------- |
| Johann-Georg Richert        | 1890    | generálporučík wehrmachtu               | Velel 286. bezpečnostní divizi a 35. pěší divizi.                                                     | Vydával rozkazy k zastřelení a upalování sovětských občanů. Na jeho přímý rozkaz bylo zastřeleno 900 lidí. V březnu 1944 bylo na jeho rozkaz uvězněno 10 000 lidí v koncentračním táboře včetně žen, dětí a starců bez jídla a ubytování. Na jeho příkaz byly ničeny domy a upalováni sovětští občané. | Vinen, odsouzen k trestu smrti a popraven oběšením 30. ledna 1946.                                |
| Eberhard Herf               | 1887    | SS-Brigadeführer a generálmajor policie | Velel pořádkové policii v oblasti města Minsk.                                                        | Ve funkci náčelníka policie vydával rozkazy zatknout a zastřelit sovětské občany. Pod jeho velení spadaly tábory, kde byli vězni vystaveni nelidskému zacházení. Na jeho osobní rozkaz policie zastřelila několik tisíc sovětských občanů, byla zastřelena rukojmí za atentáty a výbuchy provedené sovětskými partyzány.                                                                                                   | Vinen, odsouzen k trestu smrti a popraven oběšením 30. ledna 1946.                                |
| Gottfried von Erdmannsdorff | 1893    | generálmajor wehrmachtu                 | Vojenský velitel města Mogilev a Mogilevské opevněné oblasti.                                         | Vydával rozkazy k uvěznění, zatýkání a popravám sovětských občanů, jakož i válečných zajatců. V březnu 1944 byl na jeho rozkaz vytvořen tábor nucených prací, kde bylo uvězněno 1 000 lidí bez jakéhokoliv zabezpečení. V květnu 1944 nařídil zabavení potravin obyvatelům města Mogilev a použil je, včetně žen a dětí, jako živé štíty proti Rudé armádě. Vydával také rozkazy k likvidaci sovětských válečných zajatců. | Vinen, odsouzen k trestu smrti a popraven oběšením 30. ledna 1946.                                |
| Georg Robert Weissig        | 1896    | podplukovník policie                    | Velel 26 policejnímu pluku.                                                                           | Podílel se na vyhlazování civilního obyvatelstva. Na jeho rozkaz bylo vypáleno více než 40 vesnic a zabito 500 sovětských občanů. | Vinen, odsouzen k trestu smrti a popraven oběšením 30. ledna 1946.                                |
| Ernst August Falk           | 1917    | kapitán policie                         | Velel 2. praporu 26. policejního pluku.                                                               | Na jeho příkaz bylo vypáleno až 40 vesnic, zastřeleno přes 400 sovětských občanů a více než 1 000 jich bylo posláno na práce do Německa. Účastnil se drancování a konfiskace majetku sovětských občanů. | Vinen, odsouzen k trestu smrti a popraven oběšením 30. ledna 1946.                                |
| Reinhard Georg Moll         | 1891    | major wehrmachtu                        | Vojenský velitel města Babrujsk a Paryči.                                                             | Velel táboru nucených prací, kde bylo s vězni nelidsky zacházeno. V táboře byla v důsledku hladu a zimy způsobené jeho příkazy vysoká úmrtnost. Nařizoval popravy sovětských občanů a několik jich osobně zastřelil. Nařídil popravy rolníků za neplnění dodávek. Rozkázal civilistům odminovávat dopravní trasy. | Vinen, odsouzen k trestu smrti a popraven oběšením 30. ledna 1946.                                |
| Carl Max Languth            | 1898    | kapitán wehrmachtu                      | Zástupce velitele zajateckého tábora u města Babrujsk (podle sovětských zdrojů také úředník gestapa). | Působil jako velitel zajateckého tábora číslo 131 a na jeho rozkaz byli bývalí sovětští vojáci odesíláni do Německa bez zabezpečení, v důsledku čehož jich tisíce umrzlo na cestě. V táboře nebyla zajatcům poskytována strava nebo lékařská péče a v táboře umíralo 600 lidí denně. Na jeho rozkaz byli pohřbíváni s mrtvými i vážně nemocní. V jeho táboře zemřelo 40 000 válečných zajatců.                             | Vinen, odsouzen k trestu smrti a popraven oběšením 30. ledna 1946.                                |
| Hans Hermann Koch           | 1914    | SS-Obersturmführer a komisař gestapa    | Velel bezpečnostní policii ve městech Orša, Barysaŭ a Slonim.                                         | Byl obviněn ze zabíjení sovětských občanů v plynových komorách. Podílel se na popravách sovětských občanů. Podílel se také na vyhlazování lidí v koncentračním táboře Majdanek. | Vinen, odsouzen k trestu smrti a popraven oběšením 30. ledna 1946.                                |
| Rolf Oskar Burchard         | 1907    | poručík                                 | Sonderführer velitelství města Babrujsk.                                                              | Spolupracoval na vedení tábora nucených prací. Na jeho příkaz bylo zastřeleno 150 sovětských občanů. | Vinen, odsouzen k trestu smrti a popraven oběšením 30. ledna 1946.                                |
| August Josef Bittner        | 1894    | poručík                                 | Sonderführer a náčelník zemědělského oddělení velitelství města Babrujsk.                             | Zodpovídal za odvod zemědělských produktů a sestavoval seznamy lidí neplnících dodávky. Na základě jeho návrhů bylo zastřeleno 249 sovětských občanů a vyrabovány kolchozy. | Vinen, odsouzen k trestu smrti a popraven oběšením 30. ledna 1946.                                |
| Paul Karl Eick              | 1897    | kapitán wehrmachtu                      | Zástupce velitele města Orša a velitel jednotek zvláštního určení.                                    | Založil koncentrační tábor v Orši, kde bylo uvězněno 1 750 sovětských Židů. Osobně se podílel na jejich popravách. | Vinen, odsouzen k trestu smrti a popraven oběšením 30. ledna 1946.                                |
| Bruno Franz Wittmann        | 1901    | strážmistr (wachtmeister) policie       | Příslušník četnictva v Minsku.                                                                        | Podílel se na popravách sovětských občanů, podílel se na vyhlazování Židů a osobně vykonával popravy. Podílel se na zabíjení duševně nemocných lidí, civilistů podezřelých ze spolčení s partyzány, osobně oběsil 8 podezřelých a podílel se na mučení zatčených včetně upalování. | Vinen, odsouzen k trestu smrti a popraven oběšením 30. ledna 1946.                                |
| Franz Hess                  | 1909    | SS-Unterscharführer                     | Příslušník 32. sonderkomanda SD v Minsku.                                                             | Opakovaně se účastnil poprav a mučení sovětských občanů. V polovině prosince 1941 se Hess zúčastnil ve městě Minsk popravy 2 000 sovětských občanů včetně starců, žen a dětí. Podílel se také na spalování mrtvých těl obětí. Podílel se na vyhlazování Židů. | Vinen, odsouzen k trestu smrti a popraven oběšením 30. ledna 1946.                                |
| Heinz Johann Fischer        | 1923    | SS-Sturmmann                            | Příslušník jízdní jednotky zbraní SS                                                                  | Účastnil se protipartyzánských operací a osobně zastřelil 17 letou dívku a jednoho sovětského občana. Podílel se na popravách dalších osob a ničení jejich domů. | Vinen, odsouzen k trestu smrti a popraven oběšením 30. ledna 1946.                                |
| Bruno Max Götze             | 1898    | kapitán wehrmachtu                      | Důstojník jednotek zvláštního určení velitelství města Babrujsk.                                      | Podílel se na rozsudcích mimořádných soudů, odvozu lidí na práce do Německa a na jeho rozkaz bylo zabaveno 10 000 domů včetně konfiskace majetku. | Vinen, odsouzen k těžkým nuceným pracím (kartoga) na 20 let. Zemřel v táboře Vorkuta v roce 1951. |
| Hans Josef Höchtl           | 1924    | svobodník wehrmachtu                    | Příslušník 718. výcvikového polního pluku.                                                            | V rámci protipartyzánských operací se podílel na popravách sovětských občanů podezřelých ze spolupráce s partyzány. Osobně vypálil 40 domů a zastřelil 230 sovětských občanů. Höchtla soud odsoudil pouze za spolupachatelství k vraždě. | Vinen, odsouzen k těžkým nuceným pracím (kartoga) na 20 let.                                      |
| Alois Kilian Hetterich      | 1924    | svobodník wehrmachtu                    | Příslušník 595. pěšího pluku.                                                                         | Osobně se zúčastnil poprav válečných zajatců v roce 1943. V roce 1944 se osobně podílel na popravách sovětských civilistů. Byl odsouzen k 15 letům těžkých prací za spoluúčast na vraždě. | Vinen, odsouzen k těžkým nuceným pracím (kartoga) na 15 let.                                      |
| Albert Johann Rodenbusch    | 1915    | vojín                                   | Příslušník 635. výcvikového pluku.                                                                    | V rámci protipartyzánských operací se podílel na popravách sovětských občanů podezřelých ze spolupráce s partyzány. Osobně zastřelil 200 sovětských občanů. Soud ho nakonec odsoudil pouze za žhářství a zastřelení dvou mladistvých podezřelých z rabování. Obvinění z vraždy za střelbu byla snížena na spoluúčast na vraždě.                                                                                            | Vinen, odsouzen k těžkým nuceným pracím (kartoga) na 15 let.                                      |

## Poprava
Čtrnáct odsouzených k trestu smrti oběšením bylo popraveno veřejně 30. ledna 1946 ve 14:30 na dostihovém závodišti v Minsku (nyní Náměstí Vítězství) za přítomnosti více než 100 000 diváků. Na vodorovné tyče šibenic byly připevněny cedule se jmény a vojenskými hodnostmi odsouzených. Šibenice byly postaveny na břehu řeky Svislač.  

## Odezva v dobovém tisku
Zprávy o procesu otiskly hlavní sovětské noviny Pravda a Izvestija. Proces se stal nedílnou součástí sovětské propagandy, která zdůrazňovala humánnost sovětského zřízení oproti nacistické brutalitě. Podle článku uveřejněného v novinách Izvestija dne 16. ledna 1946 byla všechna uvedená zvěrstva spáchána podle předem naplánovaného scénáře hitlerovské vlády a vrchního velení německé armády. Článek dále uváděl, že aktivita německé okupace byla zaměřena na vyhlazení a zotročení sovětského lidu včetně zabavení jeho bohatství. Podle sovětské propagandy byla tato krvavá zvěrstva na civilním obyvatelstvu spáchána pod rouškou boje s partyzány a civilní obyvatelstvo bylo prvotním cílem.
Pravda ve svém čísle 25 z 30. ledna 1946 uvádí na straně 4 informace o vykonání rozsudku zároveň s podobnými rozsudky ohledně Ukrajinské SSR a pobaltských republik.